# Tosarhombus neocaledonicus
 Tosarhombus neocaledonicus és un peix teleosti de la família dels bòtids i de l'ordre dels pleuronectiformes.

## Morfologia
Pot arribar als 18,3 cm de llargària total.

## Distribució geogràfica
Es troba a les costes del Pacífic Occidental.